# 보스턴 차 사건
보스턴 차 사건(영어: Boston Tea Party)은 영국의 지나친 세금 징수에 반발한 북아메리카의 식민지 주민들이 인디언으로 위장한후 1773년 12월 16일 보스턴 항에 정박한 배에 실려 있던 홍차 상자들을 바다에 버린 사건이다. 이 사건은 미국 독립 전쟁의 불씨를 일으키는 데 일조한 것으로 여겨져 왔다.

## 사건의 배경
1765년의 〈인지세법〉과 1767년의 〈타운젠드법〉은 의회 대표가 없는 식민지에도 과세하기로 한 영국의 결정과 관련하여 식민지 주민들의 반발을 불러일으켰다.
그레이트브리튼 왕국에 저항하던 대표적인 인물인 존 핸콕은 영국 동인도 회사의 중국산 홍차에 대한 불매 운동을 주도하였다. 곧 중국산 홍차의 판매량은 320,000 파운드(145,000kg)에서 520 파운드(240kg)로 급감하였다. 1773년에 이르러 동인도 회사의 적자는 크게 불어났고, 창고에는 언제 판매될지도 모르는 찻잎들이 쌓여갔는데, 이는 존 핸콕을 비롯한 밀수업자들이 관세를 물지 않고 차를 수입해 판매했기 때문이었다.
영국 정부는 〈차법안〉을 통과시켜 동인도 회사가 식민지에 직접 차를 판매할 수 있도록 하였다. 그리하여 동인도 회사가 식민지 상인들이나 밀수업자들보다 싼 가격에 차를 판매할 수 있게 되어, 식민지 상인들과 밀수업자들은 파산을 면치 못할 정도로 큰 피해를 보았다. 이로 인해 피해를 보게 된 밀수업자와 부자 계층이 시민들을 선동하고 매수하여 인디언으로 분장을 시키고 사건을 일으켰다.
북아메리카 대부분의 항구에서는 동인도 회사의 차를 실은 배의 하역을 거부하였으나, 보스턴에서는 영국 정부가 임명한 총독인 토마스 허친슨의 도움을 받을 수 있었다. 영국 군함들의 호위 아래 차들을 하역하기 위한 계획이 세워졌다.

## 문화적 지시체
보스턴 차 사건은 여러 영화의 소재가 되었다:
- 보스턴 차 사건, 에드윈 S. 포터의 1908년 영화
- 보스턴 차 사건, 유진 놀랜드의 1915년 영화
- 보스턴 차 사건, 존 B. 케네디가 내레이션한 1934년 영화
- 보스턴 차 사건, 조니 트레메인(1957)에서 발췌한 교육용 디즈니 영화

1976년 앨런 앨버트의 희곡 보스턴 차 사건과 1976년 SAHB Stories의 선정적 알렉스 하비 밴드의 노래 보스턴 차 사건의 주제가 되었다.

## 같이 보기
- 미국 독립 전쟁

### 일반 출처
- Alexander, John K. Samuel Adams: America's Revolutionary Politician. Lanham, Maryland: Rowman & Littlefield, 2002. ISBN 0-7425-2115-X.
- Ammerman, David (1974). 《In the Common Cause: American Response to the Coercive Acts of 1774》. New York: Norton.
- Carp, Benjamin L. Defiance of the Patriots: The Boston Tea Party and the Making of America (Yale U.P., 2010) ISBN 978-0-300-11705-9 online
- Denehy, John William (1906). 《A History of Brookline, Massachusetts, from the First Settlement of Muddy River Until the Present Time: 1630-1906; Commemorating the Two Hundredth Anniversary of the Town, Based on the Early Records and Other Authorities and Arranged by Leading Subjects. Containing Portraits and Sketches of the Town's Prominent Men Past and Present; Also Illustrations of Public Buildings and Residences》. Brookline Press.
- Ketchum, Richard. Divided Loyalties: How the American Revolution came to New York. 2002. ISBN 0-8050-6120-7.
- Knollenberg, Bernhard. Growth of the American Revolution, 1766–1775. New York: Free Press, 1975. ISBN 0-02-917110-5.
- Labaree, Benjamin Woods. The Boston Tea Party. Originally published 1964. Boston: Northeastern University Press, 1979. ISBN 0-930350-05-7. online
- Maier, Pauline. The Old Revolutionaries: Political Lives in the Age of Samuel Adams. New York: Knopf, 1980. ISBN 0-394-51096-8.
- Raphael, Ray. Founding Myths: Stories That Hide Our Patriotic Past. New York: The New Press, 2004. ISBN 1-56584-921-3.
- Thomas, Peter D. G. The Townshend Duties Crisis: The Second Phase of the American Revolution, 1767–1773. Oxford: Oxford University Press, 1987. ISBN 0-19-822967-4.
- Thomas, Peter D. G. Tea Party to Independence: The Third Phase of the American Revolution, 1773–1776. Oxford: Clarendon Press, 1991. ISBN 0-19-820142-7.
- Young, Alfred F. The Shoemaker and the Tea Party: Memory and the American Revolution. Boston: Beacon Press, 1999. ISBN 0-8070-5405-4; ISBN 978-0-8070-5405-5.

## 추가 참고 도서 목록
- Norton, Mary Beth. 1774: The Long Year of Revolution (2020) online review by Gordon S. Wood
- Tyler, John W. Smugglers and Patriots: Boston Merchants and the Advent of the American Revolution (2019) online
- Unger, Harlow G. (2011). 《American Tempest: How the Boston Tea Party Sparked a Revolution》. Boston, MA: Da Capo. ISBN 978-0306819629. OCLC 657595563. 2015년 3월 7일에 확인함.